# Phường 10, Quận 11
Phường 10 là một phường thuộc Quận 11, Thành phố Hồ Chí Minh, Việt Nam.
Phường 10 có diện tích 0,25 km², dân số năm 2021 là 9.977 người,  mật độ dân số đạt 39.908 người/km².
Phường là nơi đặt trụ sở của Ủy ban Nhân dân và Hội đồng nhân dân của Quận 11.